# Неокласицизм
Неокласици́зм (від грец. νέος — «молодий, новий» і «класицизм», новий класицизм) — стиль у світовому мистецтві (живописі, скульптурі, музиці, літературі) та архітектурі кінця XVIII — початку XIX ст. Назву неокласицизм використовують для того, щоб відрізняти цей стиль від спорідненого з ним класицизму кінця XVII ст. Хронологічно неокласицизм йде після рококо і є своєрідною реакцією на нього.

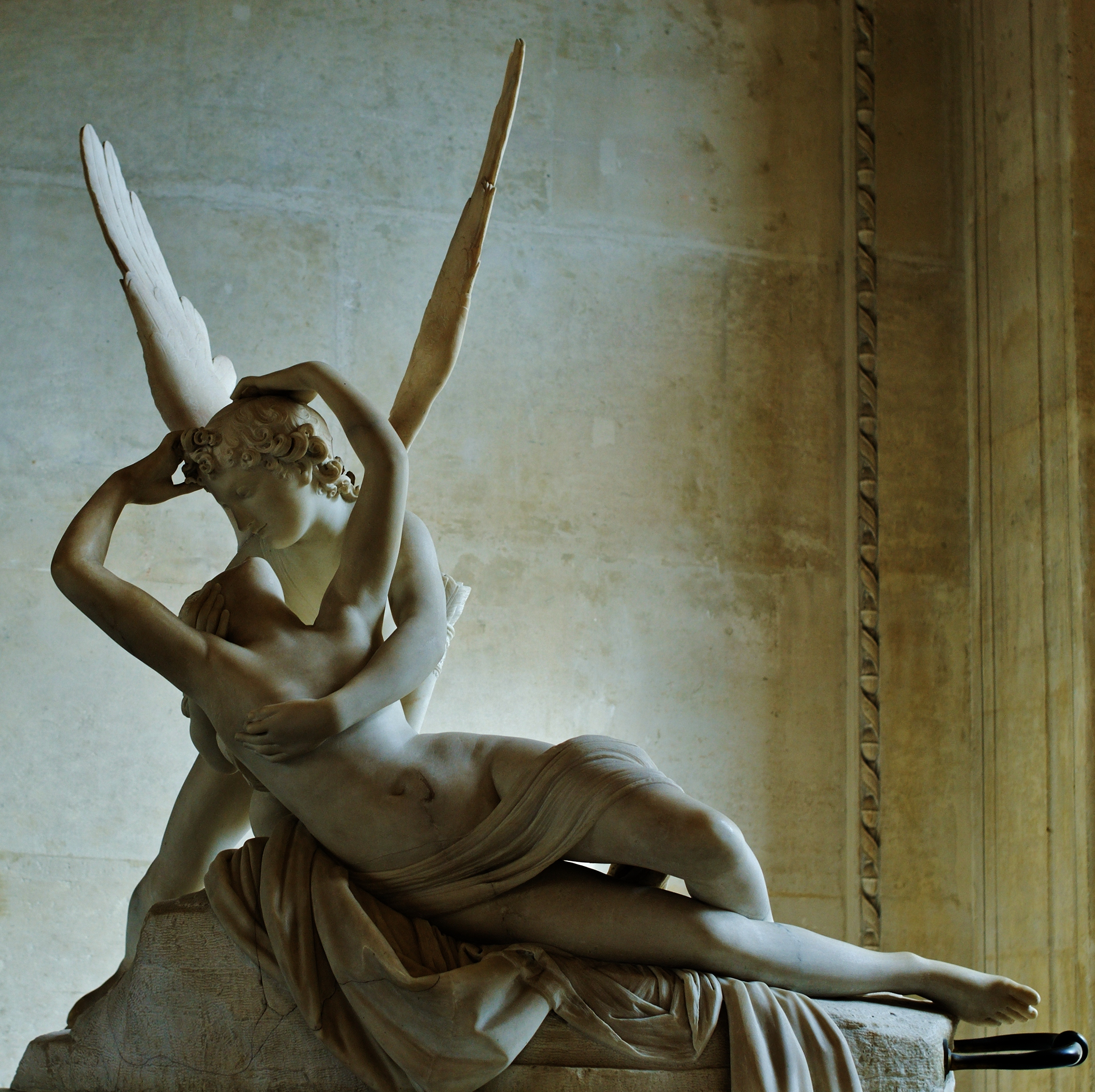
Антоніо Канова. «Купідон, що цілує Психею»

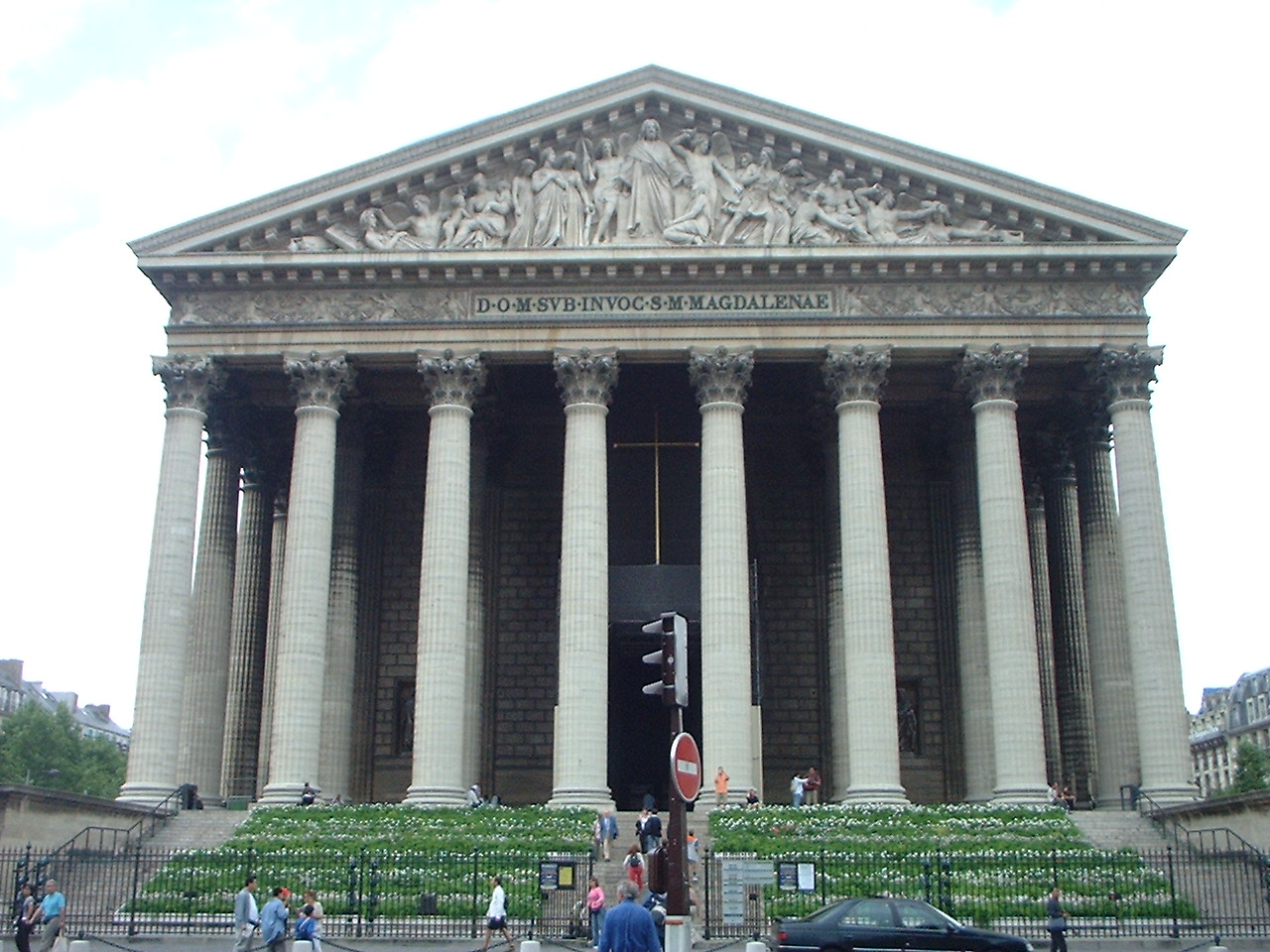
Церква La Madeleine у Парижі

У німецькій і російській літературі для позначення стилю кінця XVIII століття зазвичай використовують термін класицизм або новий класицизм, а неокласицизмом називають «ретроспективний» стиль початку XX століття.
У Східній Європі неокласицизм називають класицизмом. Термін «неокласицизм» використовують у західній літературі[джерело?].

## Народження стилю. Йоганн Вінкельман

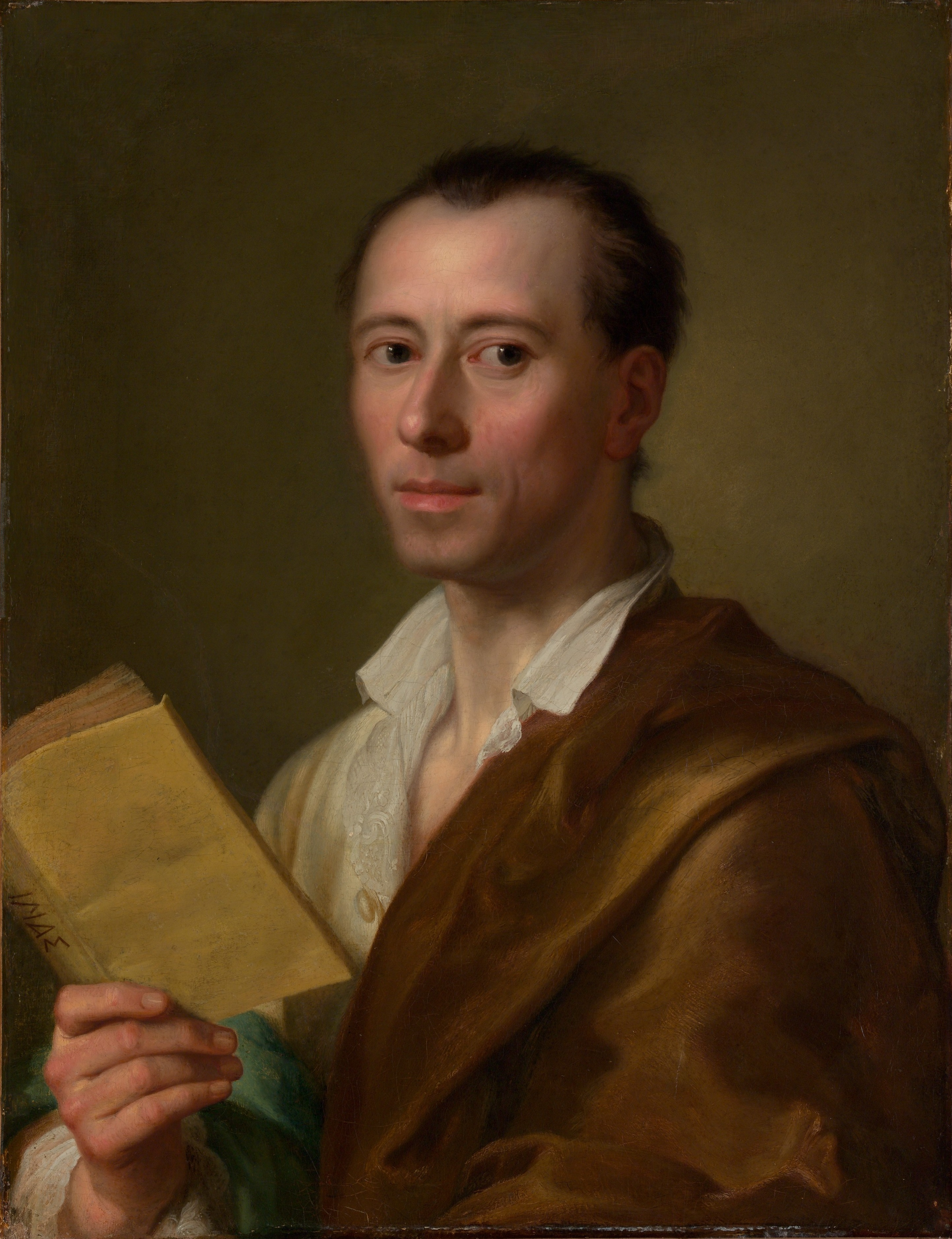
Йоганн Вінкельман, портрет роботи Рафаеля Менгса

Своєрідна «втома» від панування рококо призвела до того, що ще в 1754 р. гравер Шарль-Ніколя Кошен Молодший опублікував памфлет «Заклик ювелірів», що призначався для паризької гільдії ювелірів. Він вимагав простоти форм, дотримання правил, які продиктовані здоровим глуздом, створив девіз «Не змінювати природний стан речей». Але глибоке теоретичне обґрунтування новий стиль отримав лише в працях Йоганна Вінкельмана (1717—1768), який поєднав ідеї Просвітництва з зверненням до античності.
Вінкельман намагався систематизувати велику кількість пам'ятників та скласти історію античного мистецтва, відокремивши її від загальної історії. В книжці «Історія мистецтва давнини», 1764 («нім. Geschichte der Kunst des Altertums») він стверджував, що «Єдиний шлях зробитися великими … — це наслідувати древніх». Відкриття послідовності стилів в древньому мистецтві, було тісно пов'язане з неприйняттям, яке викликало у Вінкельмана мистецтво бароко та рококо у порівнянні з мистецтвом Високого Відродження. Аналогія з цією зміною смаку стояла в нього перед очима всюди, в тому числі і при дослідженні творів античного мистецтва, і допомагала йому розчленувати їх на історичні щаблі. За Вінкельманом, головним завданням мистецтва має бути «прекрасне», якому підпорядковуються і індивідуальна правда, і дія, і ефект; сутність ж прекрасного полягає в зображенні типу, створеного нашої фантазією і природою, а в її основі лежать вірність пропорцій, благородна простота, спокійна велич і плавна гармонійність контурів. Існує, вчив Вінкельман, тільки одна краса, що має позачасове значення, тому що вона закладена в самій природі і реалізується нею там, де щасливо збігаються милість небес.
Характерні риси неокласицизму:
- Мав демократичний, інтернаціональний, просвітницький характер (класицизм стверджував перемогу абсолютної влади). У XVIII ст. на формування неокласицизму вплинули археологічні розкопки в Італії (1748 — початок розкопок Помпеї) та діяльність філософів-енциклопедистів;
- Естетика поєднується з філософією просвітництва та утопічними соціальними ідеями;
- Пуризм — вимога очистити мистецтво від впливу бароко та рококо.

## Від «стилю Людовіка XVI» до «революційного класицизму»

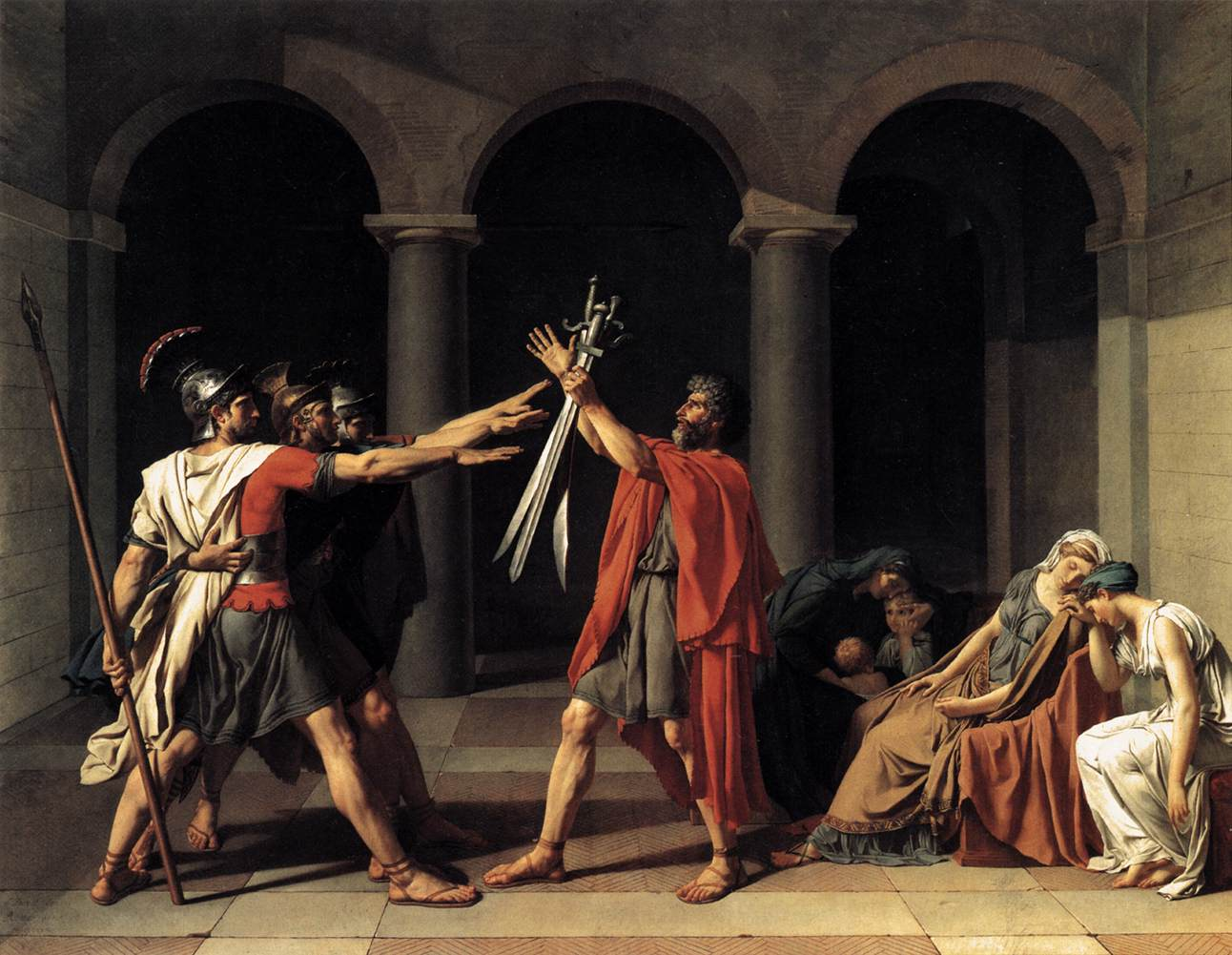
Жак-Луї Давід «Клятва Гораціїв», 1784

У Франції неокласицизм спочатку називали «стилем Людовіка XVI» на противагу класицистичному «стилю Людовіка XIV». Приватні замовники Франції були переважно прихильниками стриманих варіантів бароко чи французького рококо. Але неокласицизм підживлював замовленнями і грошима королівський двір, що вбачав в ньому ідеальні умови схвалення абсолютизму. Саме королівський двір створив Школу образотворчих мистецтв, де переважав класицизм як офіційний державний стиль.
З початком Великої французької революції стиль отримав новий поштовх для розвитку — цей оновлений і переосмислений неокласицизм часто іменують «революційним класицизмом».
Розвиток неокласицизму в живописі можна простежити за роботами визнаного лідера цього напрямку — Жака-Луї Давіда — учня майстра рококо Ж. М. Вьєна. Перші твори Давида цілком в стилі рококо. На полотні «Смерть філософа Сенеки» фігурки людей — маленькі, всі метушаться навколо помираючого, жести — занадто театральні, а колорит — як на обгортці цукерки. Забуваєш, що це розповідь про смерть. Після одержання Римської премії і перебування у Римі виникає абсолютно інший митець, послідовник неокласицизму, його найкращий представник у мистецтві Франції 18 століття. Програмним твором цього періоду стала картина «Присяга Гораціїв». Ніяких маленьких фігур, ніякої метушні, ніяких солоденько-цукеркових фарб. Брати клянуться перед військовим походом і йдуть на смерть. Смерті ще нема (два брати з трьох загинуть), а смерть вже відчувається в суворих фарбах і урочисто-пригніченому настрої твору. Виникає новий образ — художника-борця, що виховує в глядачів високі моральні ідеали та громадянські чесноти. І вже цілком іншим стає живопис революційної епохи. Картина «Смерть Марата», 1793 створює образ справжнього громадянина.
Цікаво, однак, що неокласицизм Давида співіснував з творами відвертого прихильника рококо Жана-Оноре Фраґонара (1732—1806).

## Театральні декорації П'єтро Гонзага

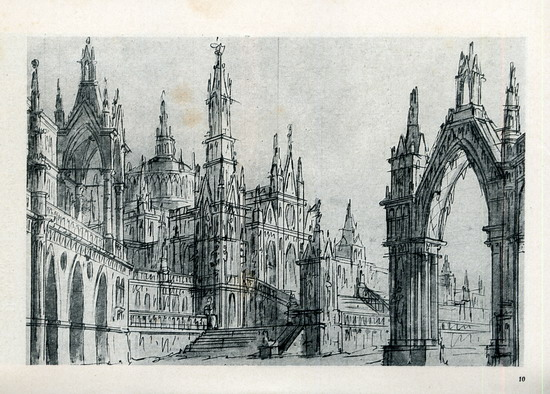
«Фантазійний готичний собор» П'єтро Гонзага
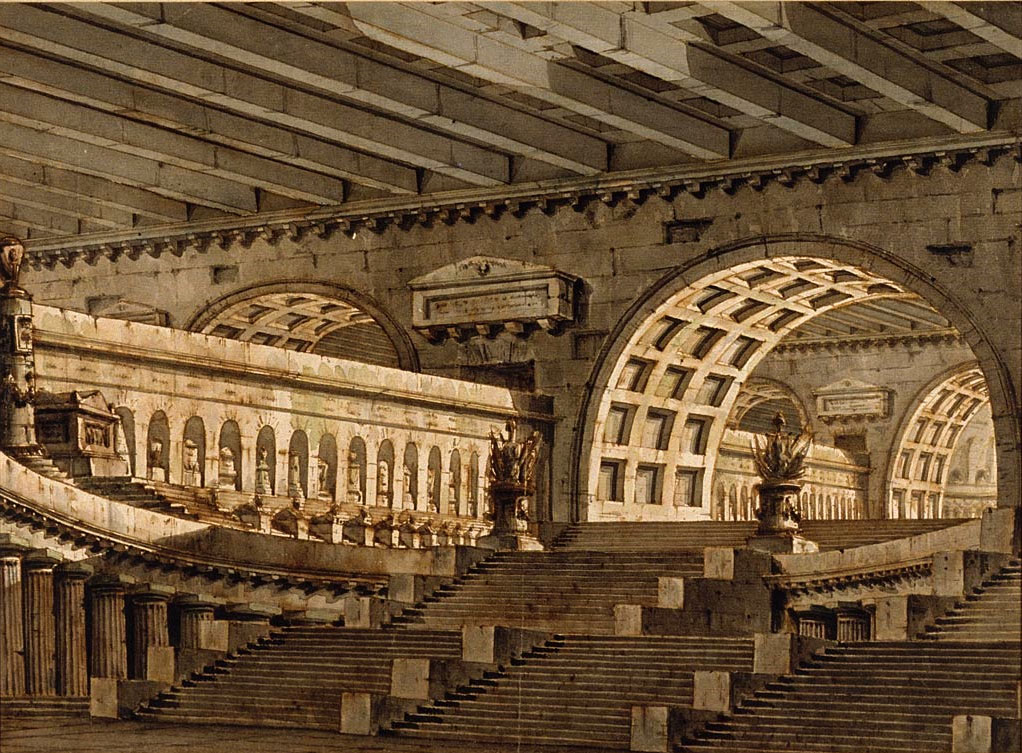
«Заглиблений мавзолей» П'єтро Гонзага, 1780-ті рр.Художній інститут Чикаго
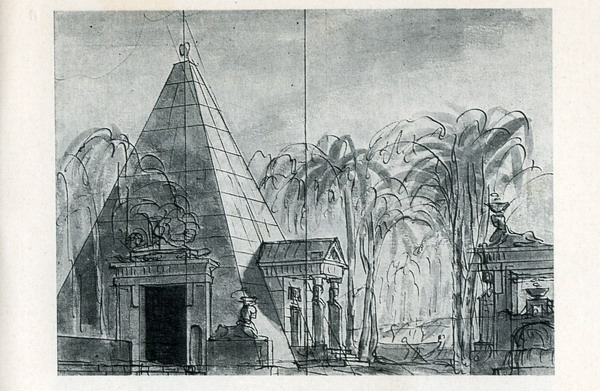
«Фантазійна піраміда.» П'єтро Гонзага,
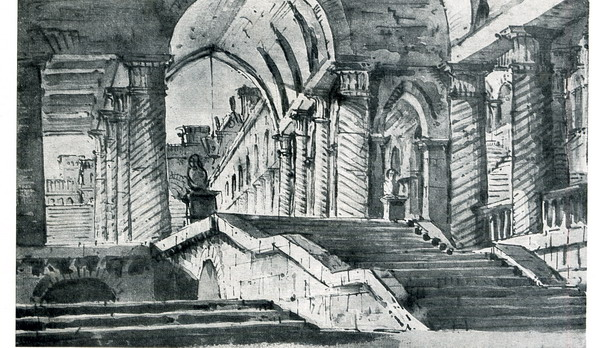
«Галерея перед двором замку.» П'єтро Гонзага, всі — ескізи театральних декорацій.

## Недоліки стилю

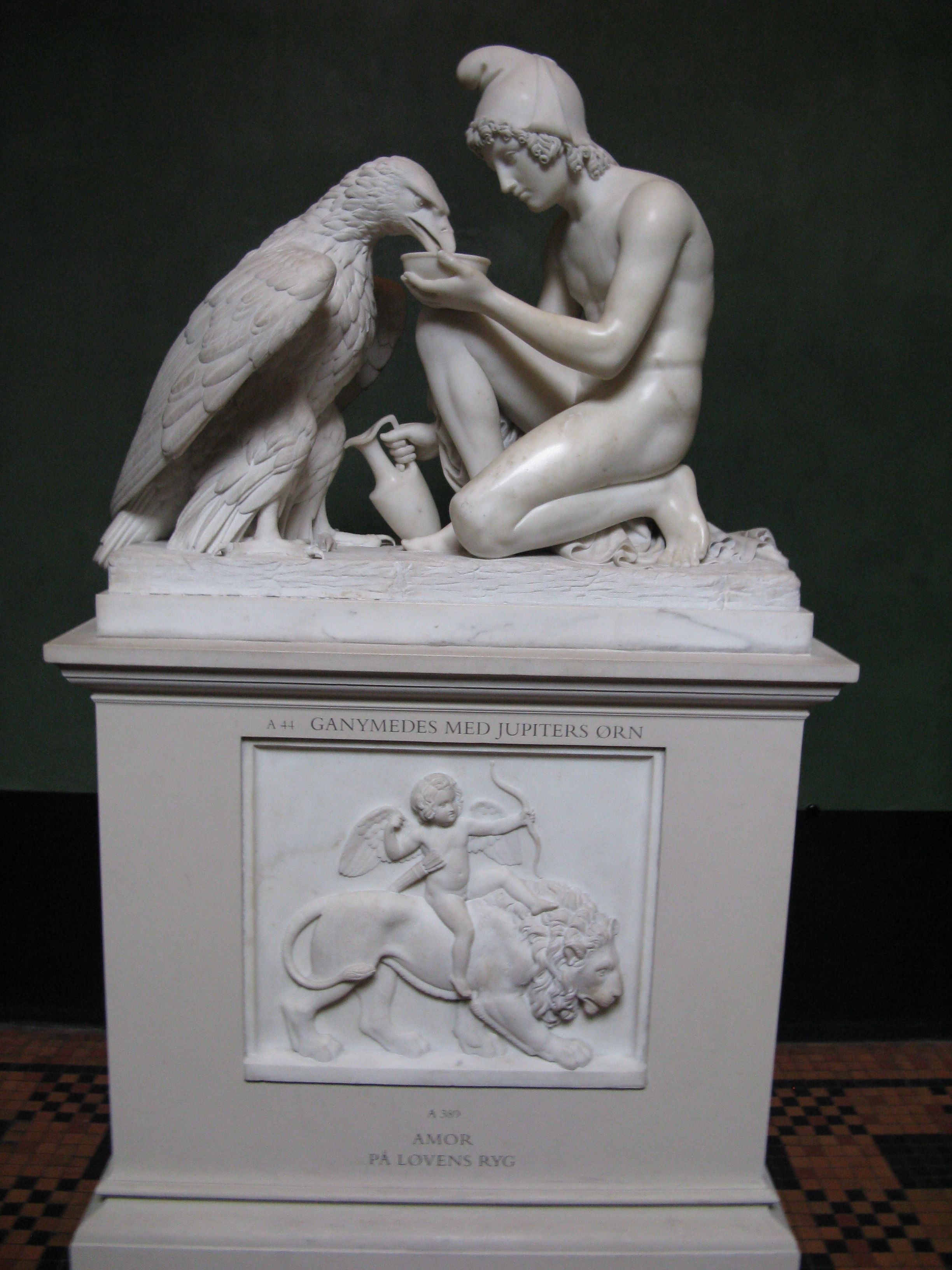
Бертель Торвальдсен. Ганімед годує орла Зевса. Копенгаген, Данія.

До недоліків неокласицизму і його наступника — академізму належать приреченість до постійних повторів вироблених зразків, швидке падіння в стереотипні рішення, консервація рішень. Жорстка заданість переходила в неокласицизмі в надісторичність, в ігнорування сучасності. Адже задовго до цього вже вироблені ідеально прекрасні форми і пропорції. Залишається лише їх наслідувати, бо виникає ілюзія причетності до ідеальної краси і вічності.
В живопису виникає низка Венер, Ганімедів, Аполлонів, йде процес постійного відтворення сюжетів античної міфології чи історії. Стиль виходить із хибної тези абсолютного ідеалу, вже виробленого в античні часи. Доходило до механічного, некритичного переносу вже створених проєктів із однієї кліматичної зони до іншої. Серед таких прикладів — копії італійської вілли Ротонда — в Британії, Палладіїв міст в парку Царського Села тощо. Міст був скопійований з проєкту Андреа Палладіо архітекторм В. Неєловим і вибудований в1772–1774 роках. Реакцією на помірковану, малоемоційну архітектуру неокласицизму стають романтичні течії — псевдоготика, шинуазрі, туркоманія, єгиптоманія, що охопили практично всі країни Західної Європи. Це і дозволяло досягти різноманітності і відійти від нудного, монотонного використання одноманітних колонад, трикутних фронтонів, портиків, однакових що в Британії, що в Росії, що в Бразилії тощо.
До того ж успішна практика існування європейських стилів готика, відродження і маньєризму, бароко, рококо, сецесії та модернізму довела, що сталого ідеалу (на чому помилково наполягав неокласицизм) — нема, що кожна нова доба (і її талановиті представники) здатні виробити власні ідеали і яскраво втілити їх у власній творчості.

## Неокласицизм у малярстві Європи (відомі представники)
Неокласицизм не міг узгодити суперечність між двома началами людської природи — між матеріальним і духовним, між розумом і чуттям. Звідси йде раціоналістичне протиставлення розуму, трактованого як самодостатній. Єдиний і абсолютний засіб пізнання, чуттєвим зв'язкам людини з навколишнім світом. Звідси вкрай одностороннє розуміння натхнення і творчого процесу, яке виключає присутність індивідуального досвіду, емоційних факторів, інтуїції, а головне — постійної зумовленості форми художнього твору конкретним життєвим змістом.
- Жак-Луї Давід (1748—1825), Франція
- П'єр Нарсіс Герен (1774—1833), Франція
- Антуан Жан Гро (1771—1835), Франція
- Жан-Батист Реньо (1754—1829), Франція
- Гільом Гільон Летьєр(1760—1832), Франція
- Жак Реаттю (Jacques Réattu, 1760—1833), Франція
- П'єр Поль Прюдон (1758—1823), Франція
- Ан-Луї Жироде де Русі-Тріозон (1767—1824), Франція
- Леон Коньє (1794—1880), Франція
- Бенджамін Вест (1738—1820), Велика Британія
- Гевін Гамільтон (1723—1798)
- Лосенко Антон Павлович (1737—1773), Російська Імперія
- Помпео Батоні (1708—1787), Італія
- Йоганн Ендер (1793—1854), Австро-Угорщина
- Томас Дежорж (1786—1854)

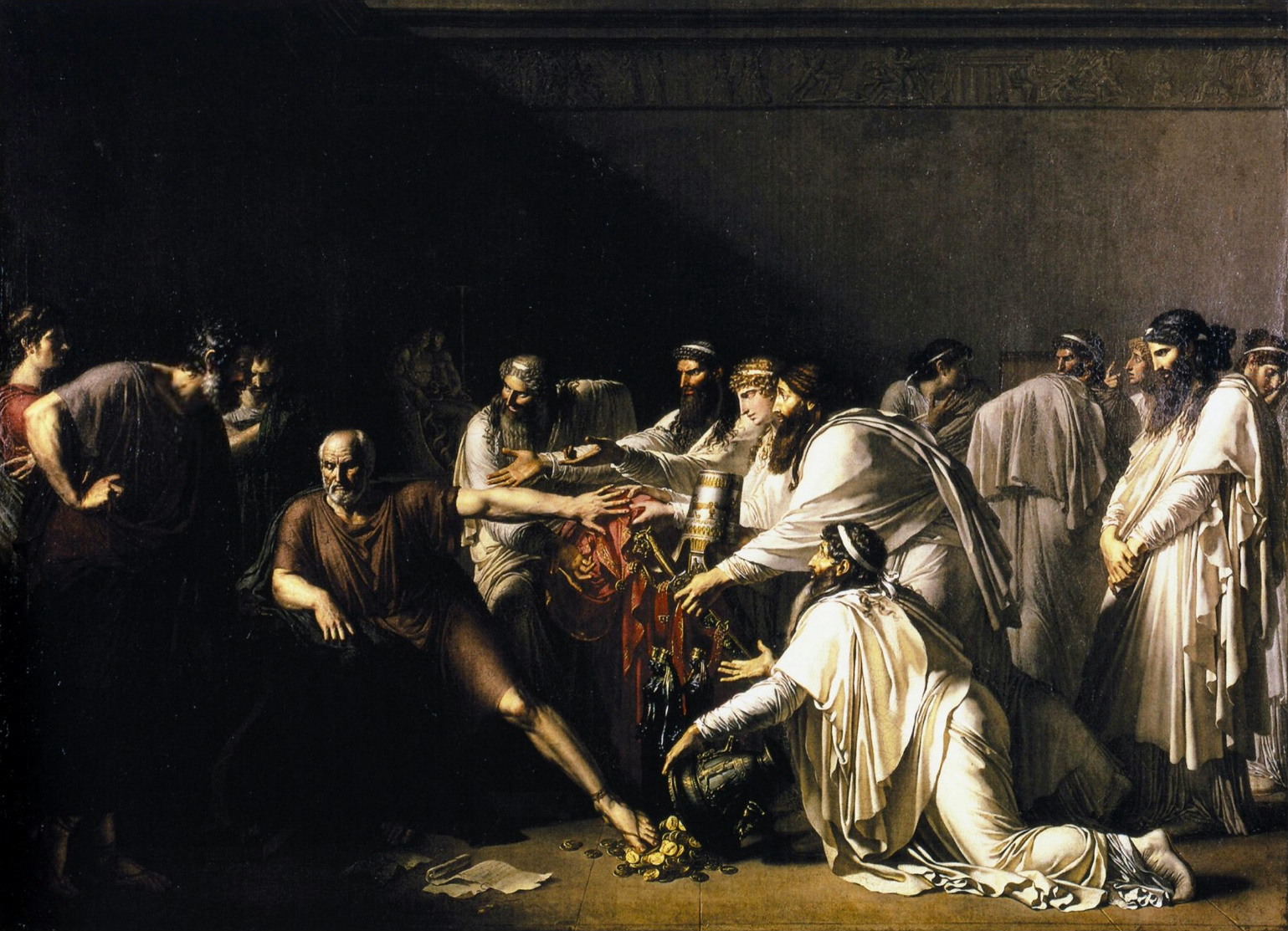
Ан-Луї Жироде де Русі-Тріозон, «Патріот Гіпократ відмовляє посланцям Персії»
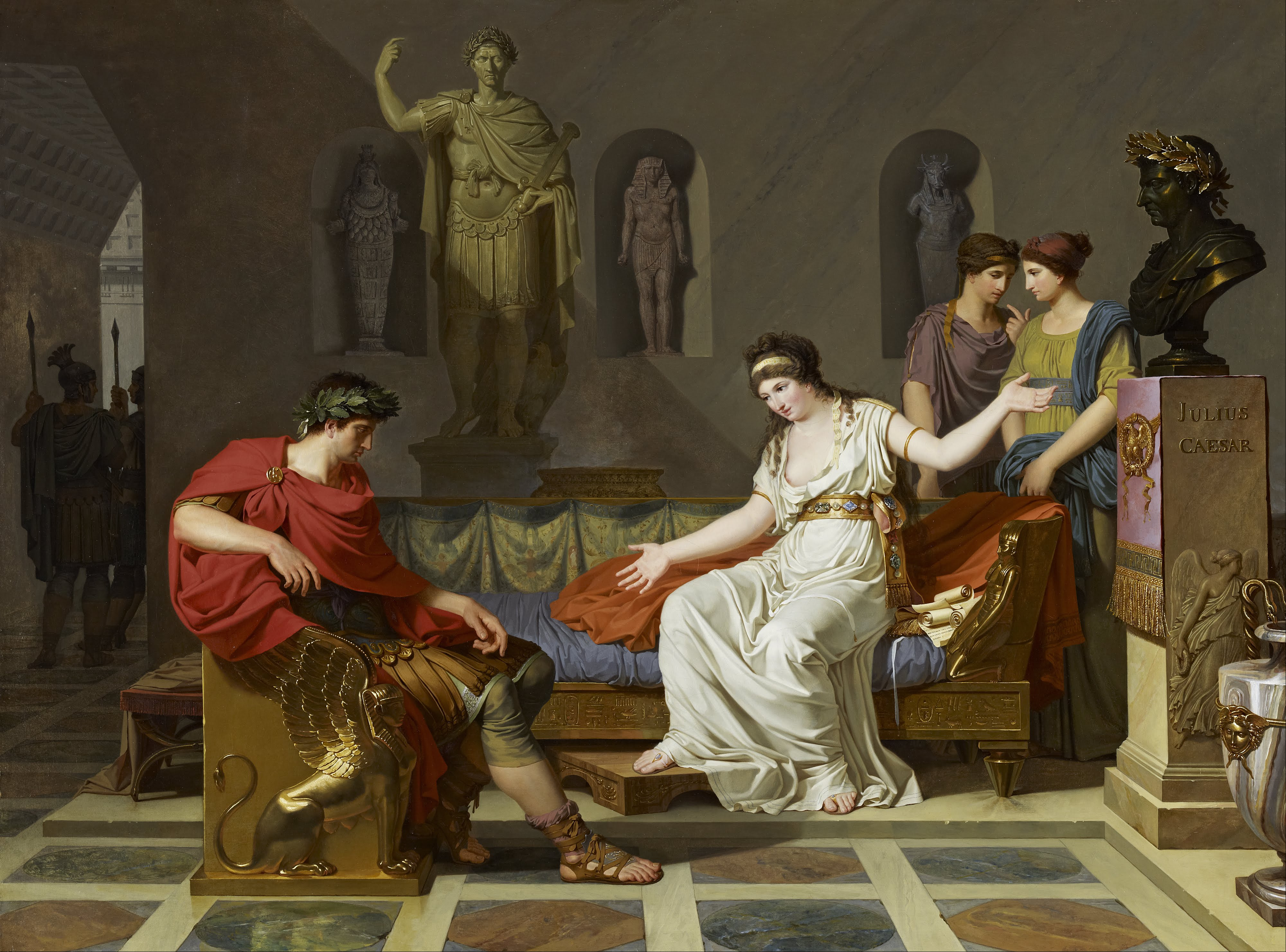
Луї Каффйєрі. «Октавіан Август і Клеопатра», 1787, Національна галерея Шотландії
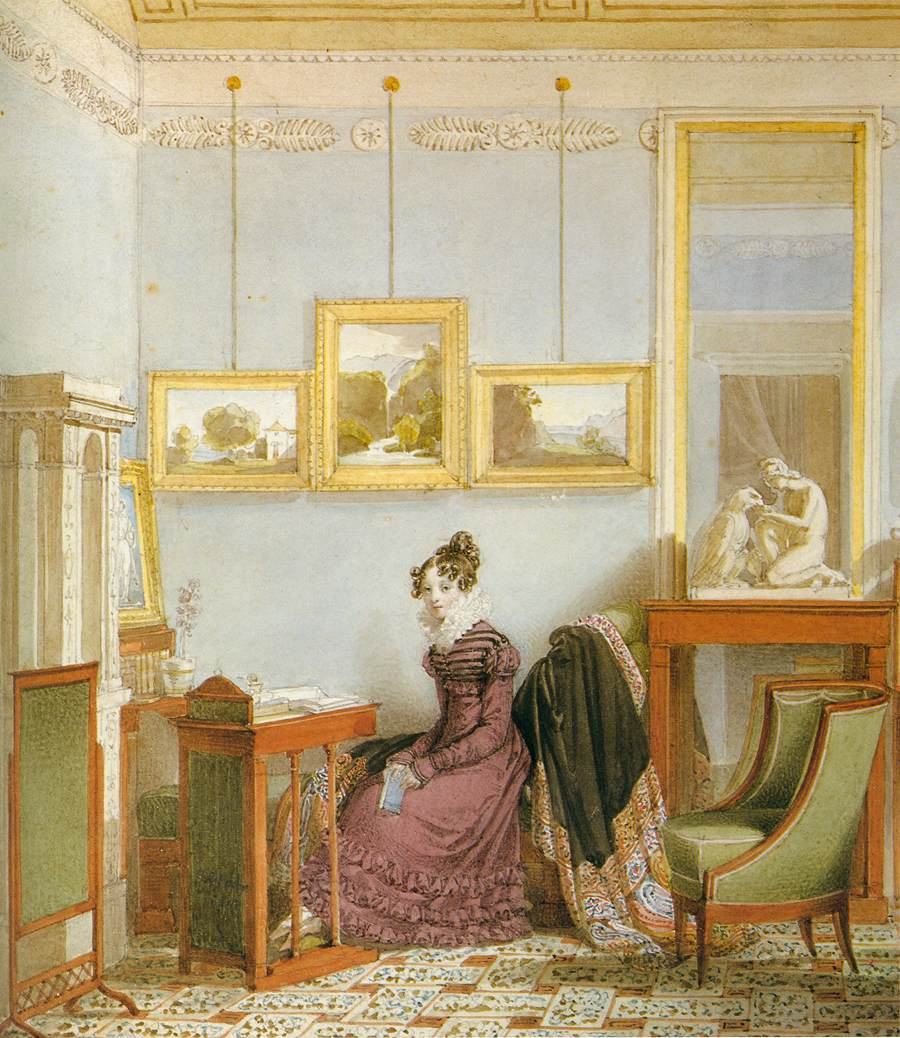
Йоганн Ендер. «Пані за письмовим столом», 1820
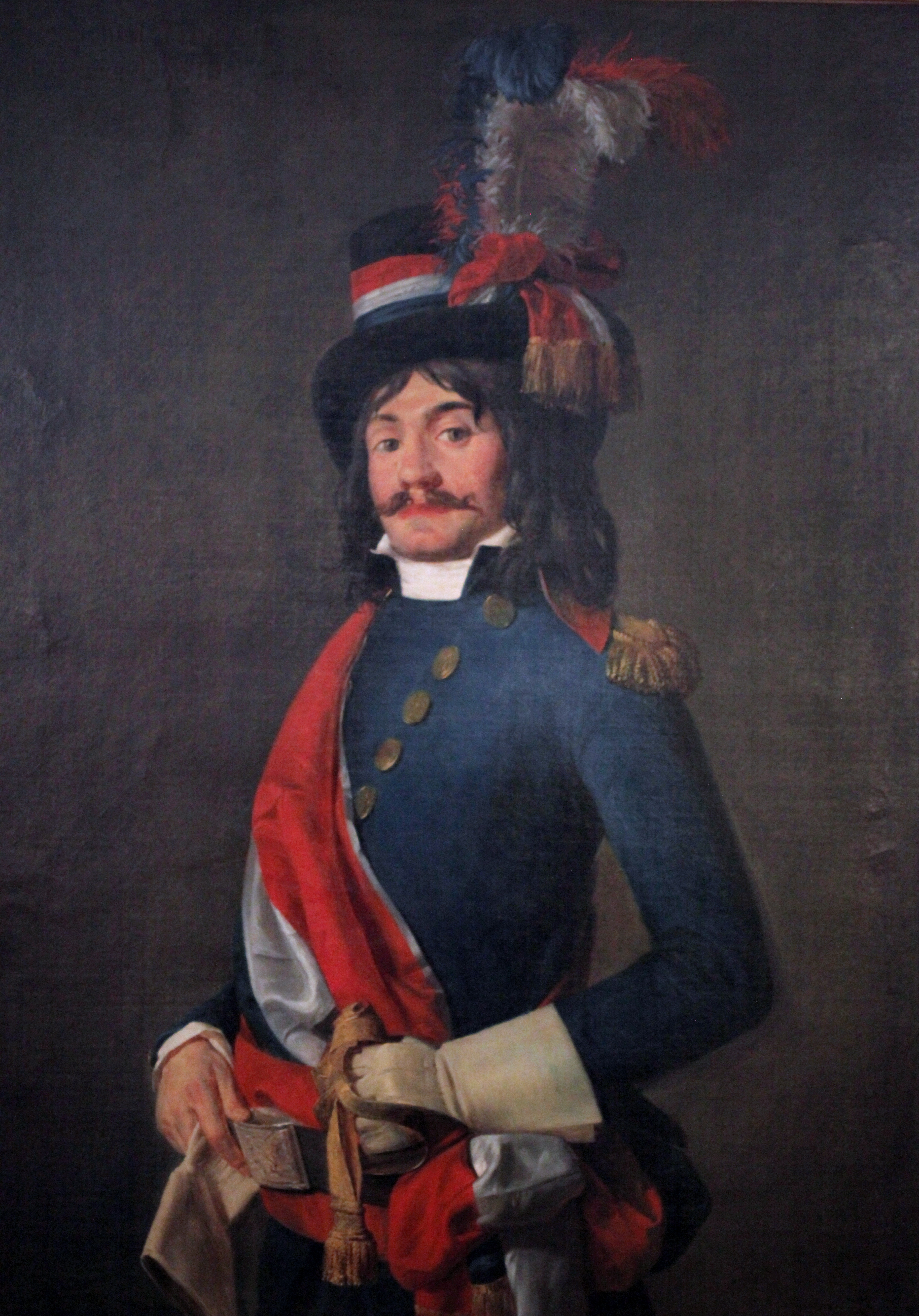
Депутат революційного Конвенту Ж.-Б. Мійо, 1794
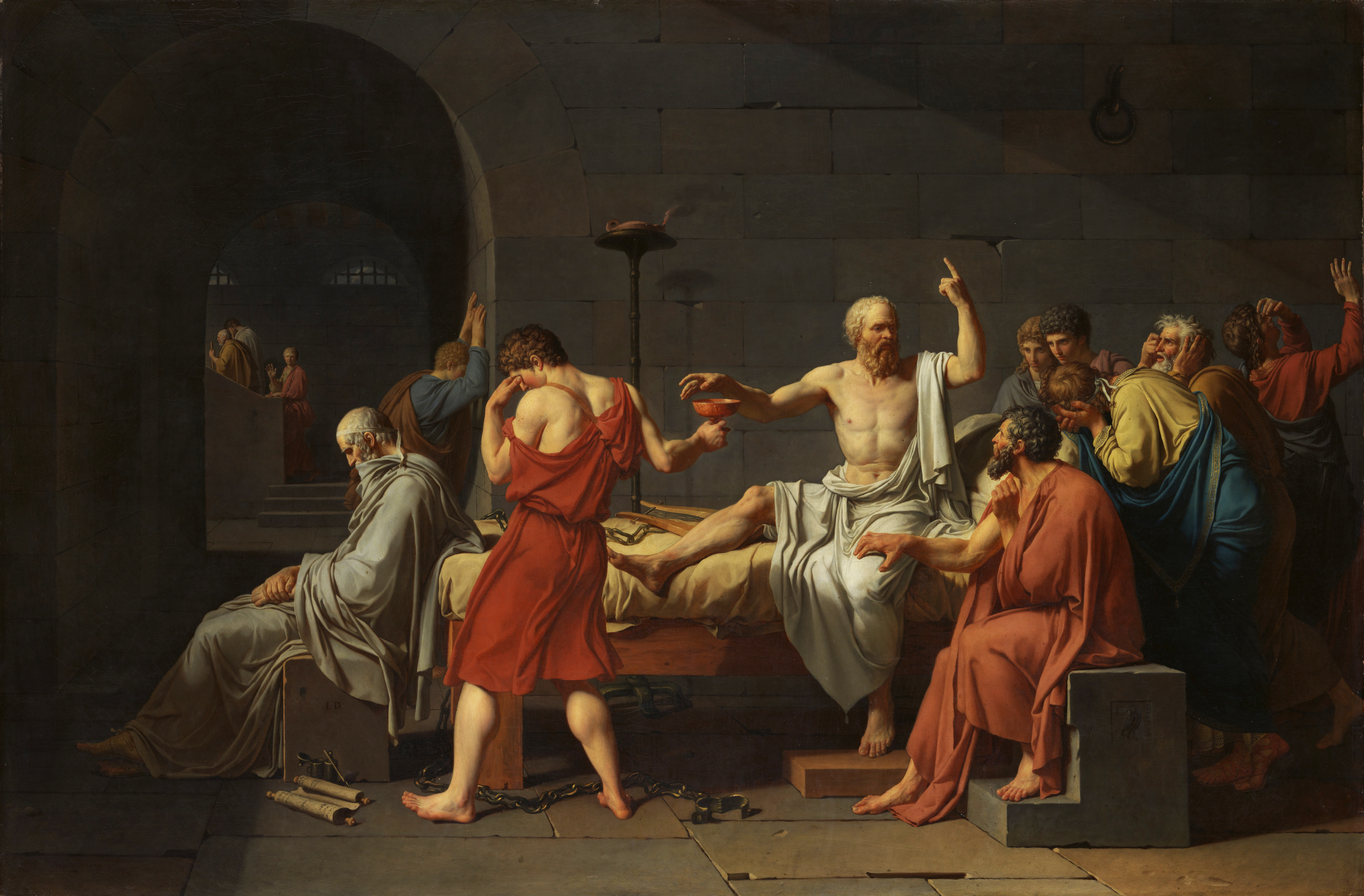
Худ.Давід, « Смерть Сократа», 1787, Метрополітен-музей
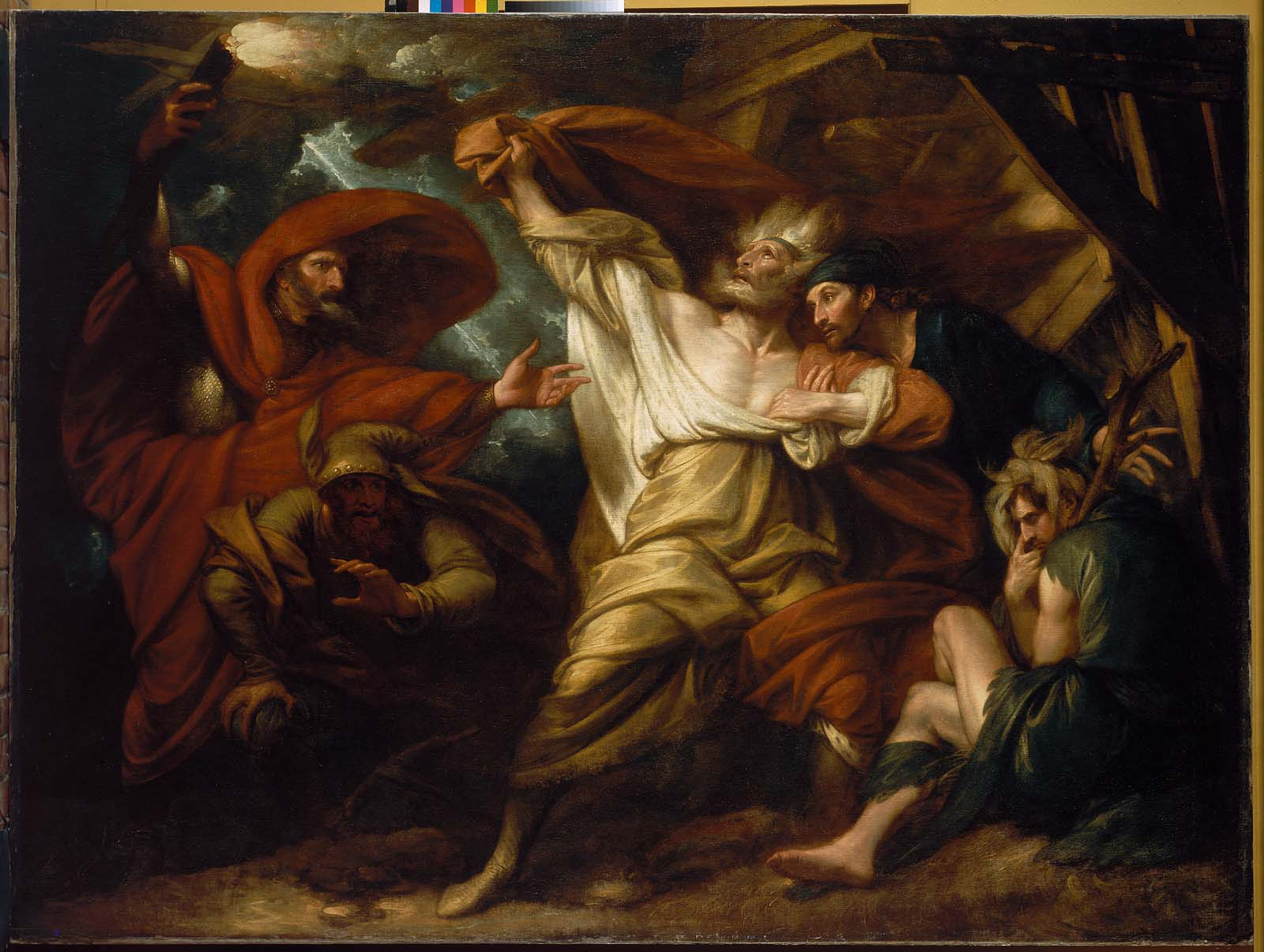
Бенджамін Вест, Король Лір, ІІІ акт вистави, Бостонський музей образотворчих мистецтв
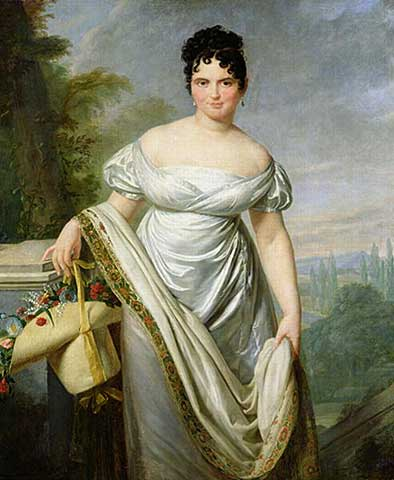
Худ. Давід, портрет мадам Тальєн
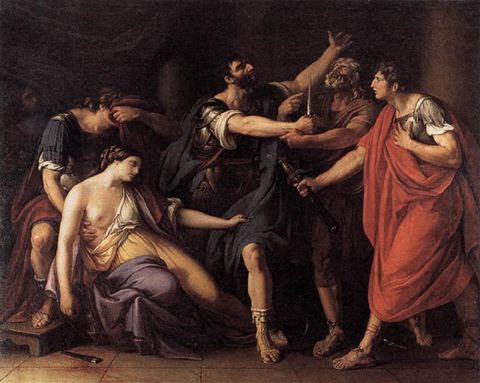
Гевін Гамільтон, «Присяга Брута», 1764
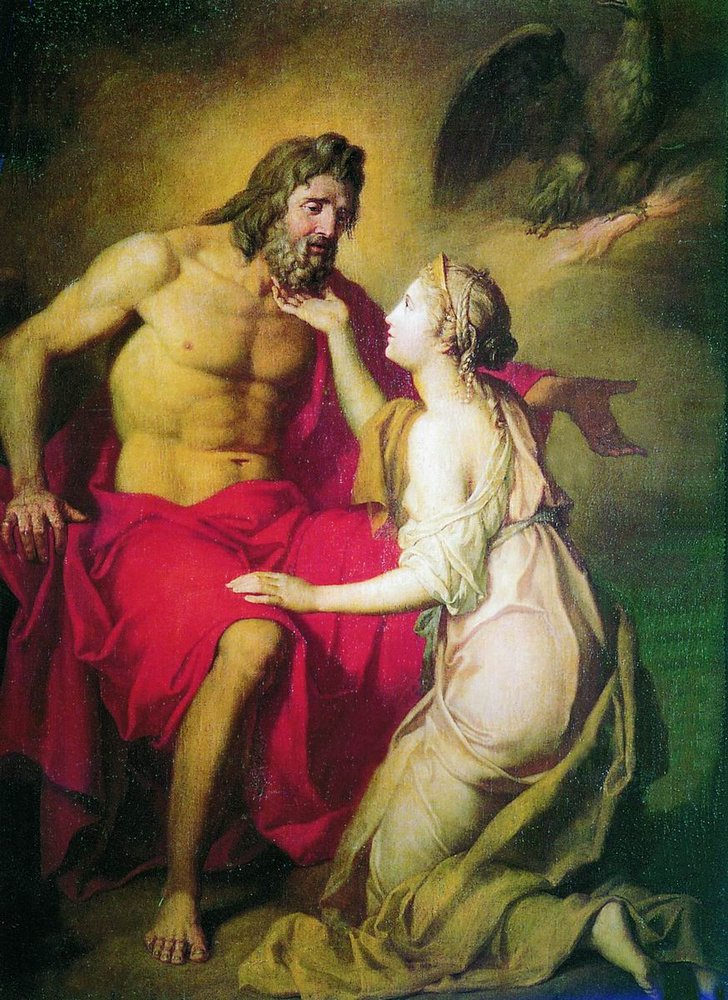
Худ. А. Лосенко, «Зевс і Тетіс»
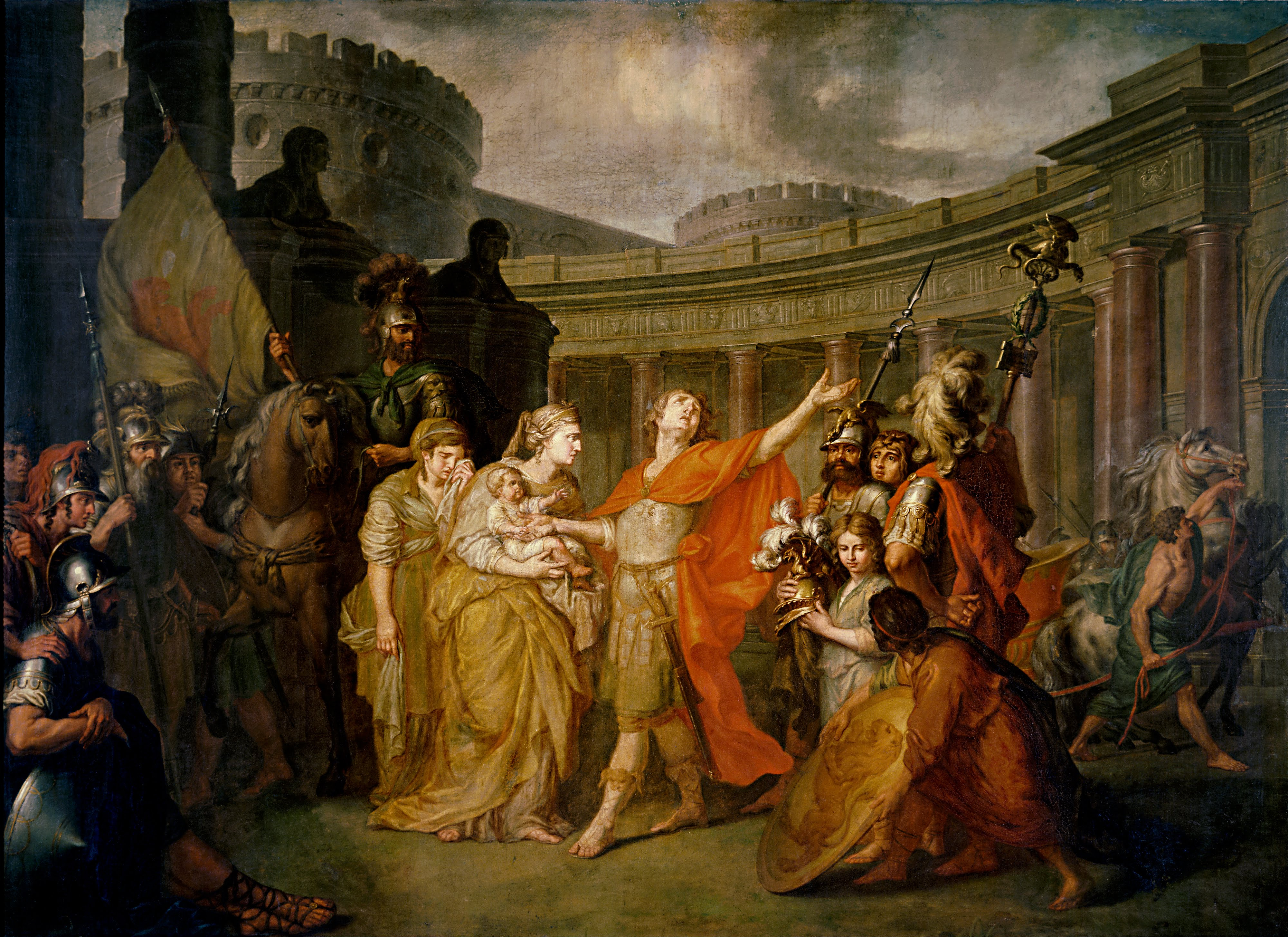
Худ. А.Лосенко, «Прощання Гектора з Андромахою»
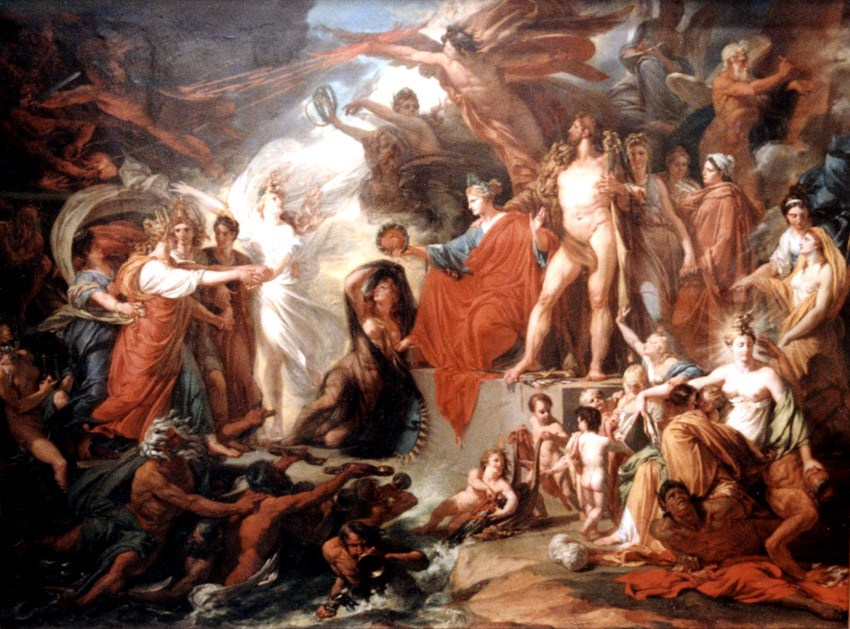
Жак Реаттю, «Тріумф Цивілізації», 1793, Гамбург, Кунстхаллє
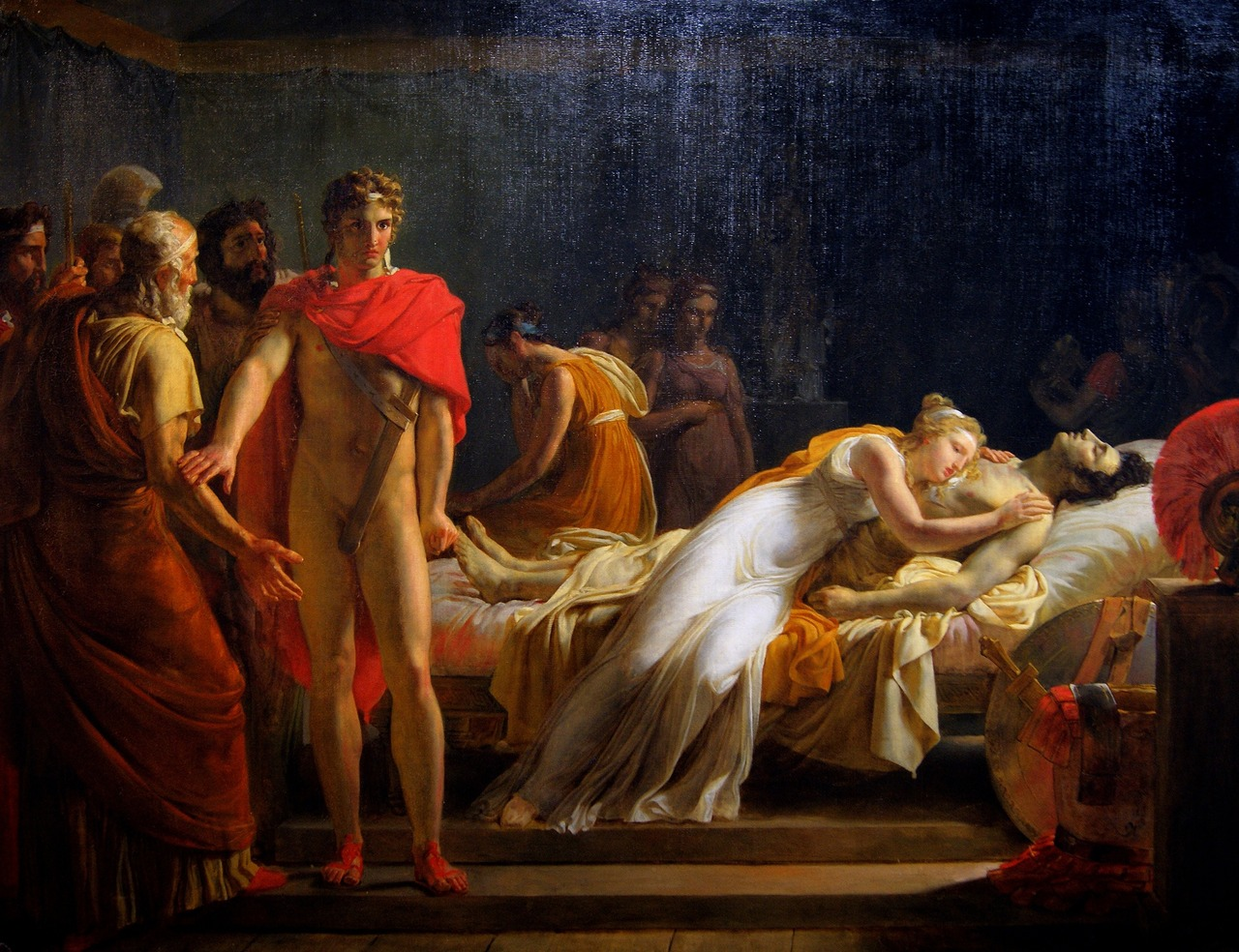
Леон Коньє. «Брісеіда оплакує труп Патрокла в наметі Ахілла» (Троянська війна), 1815, Музей мистецтв, Орлеан.
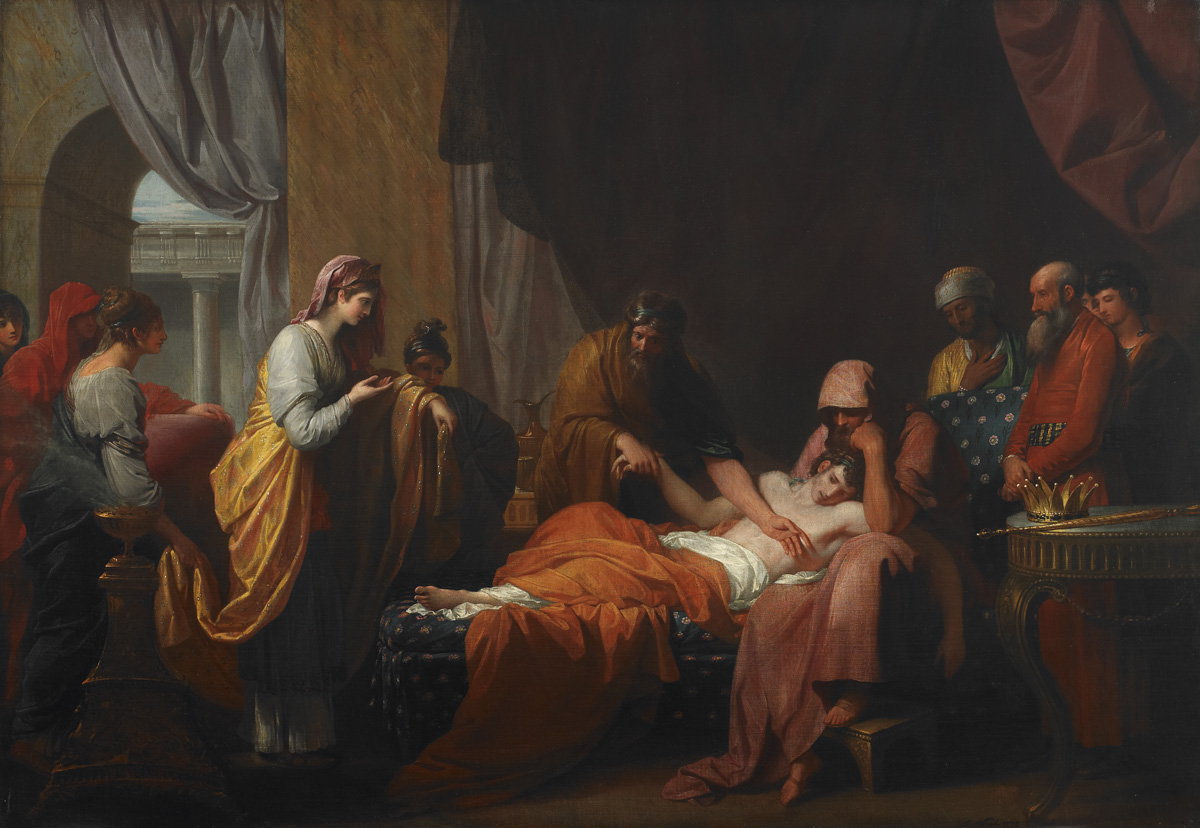
Бенджамін Вест. «Лікар Еразістрат видкрив, що Антіох хворіє коханням до Стратоніки», 1772, Художній музей (Бірмінгем), США
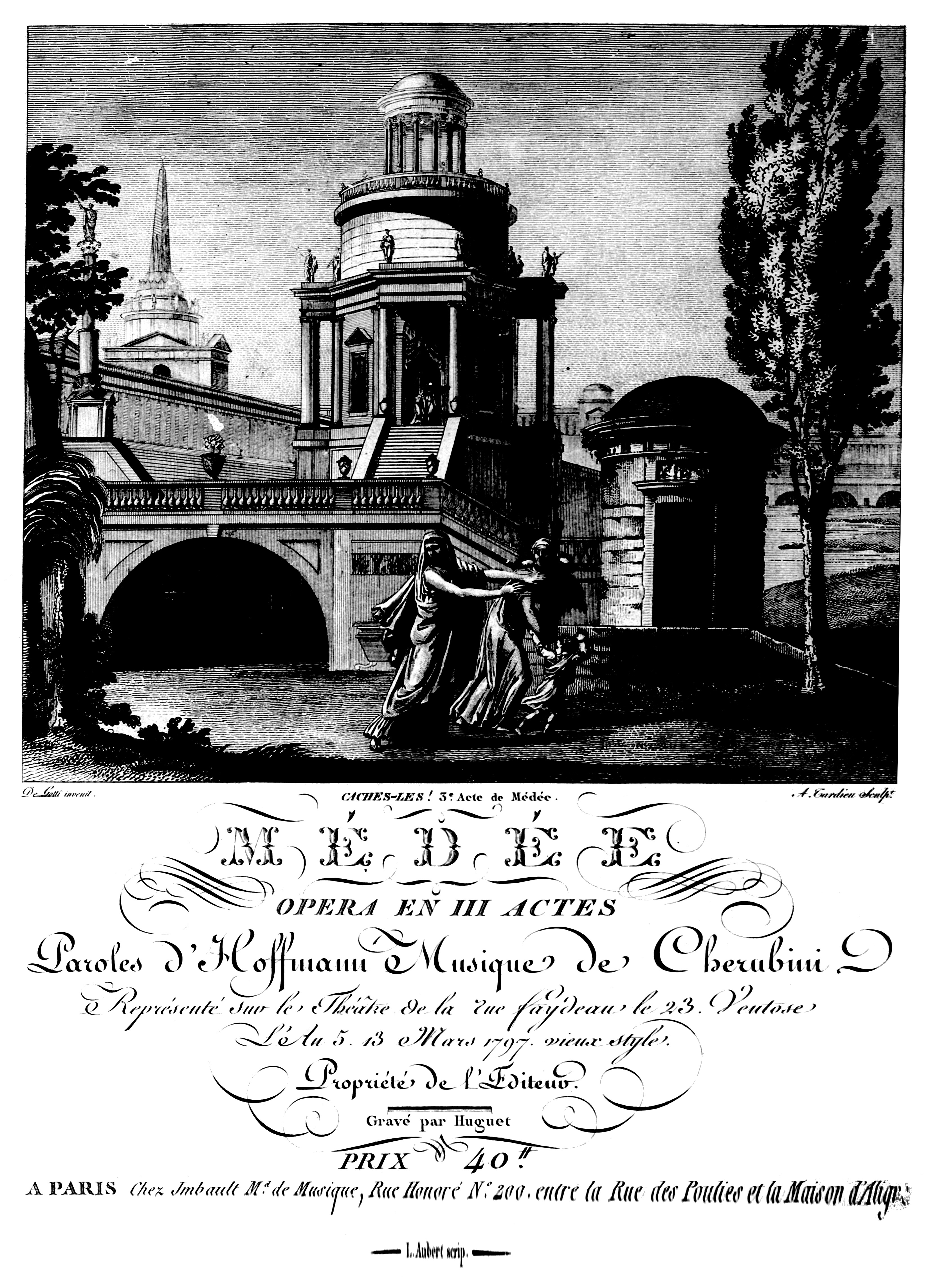
Титульна сторінка з декором класицизму, опера Л. Керубіні «Медея». 1797
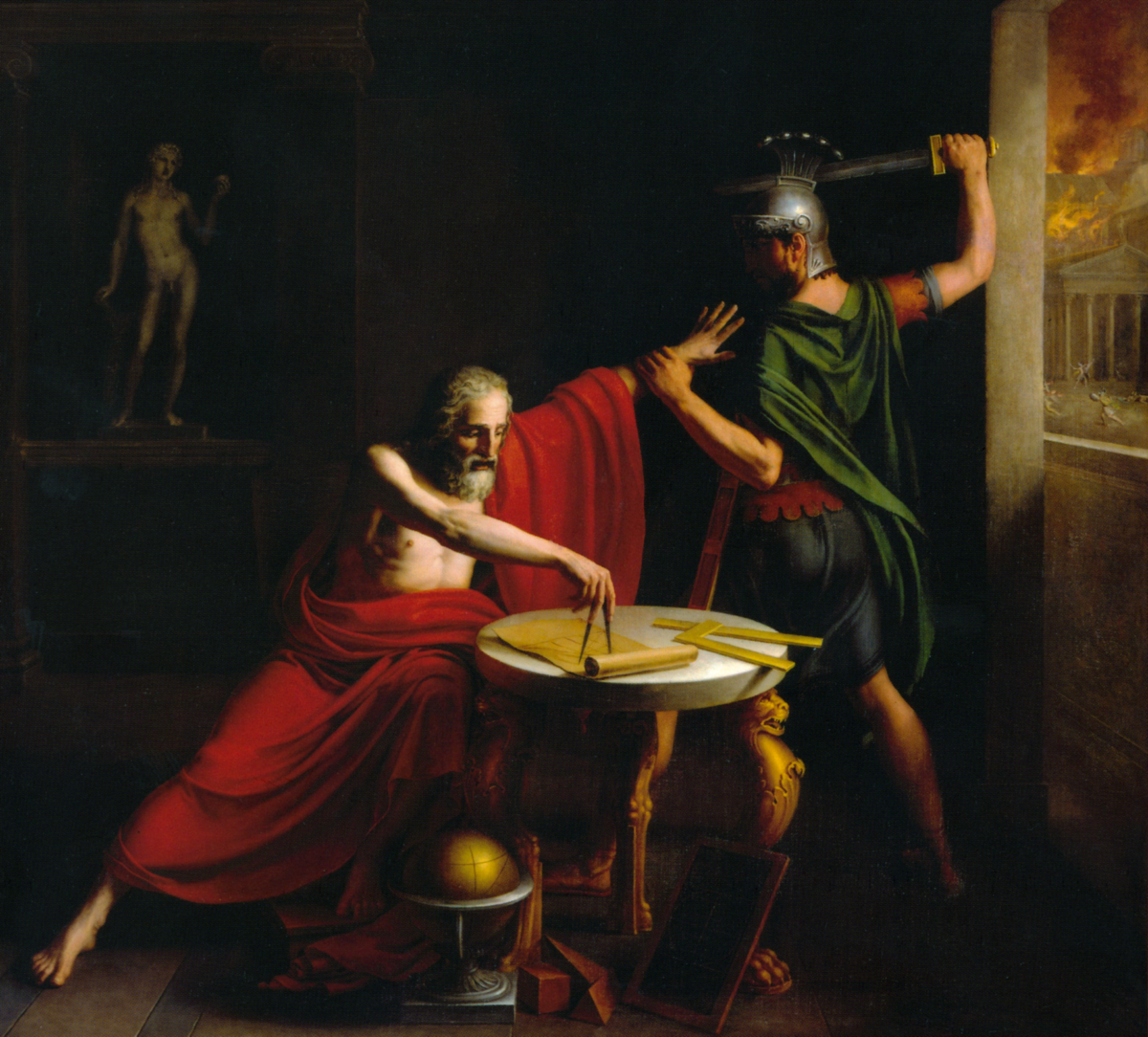
Томас Дежорж. «Смерть Архімеда Сіракузького» або «Не руйнуй моїх креслеників», 1815

## Надгробок доби неокласицизму

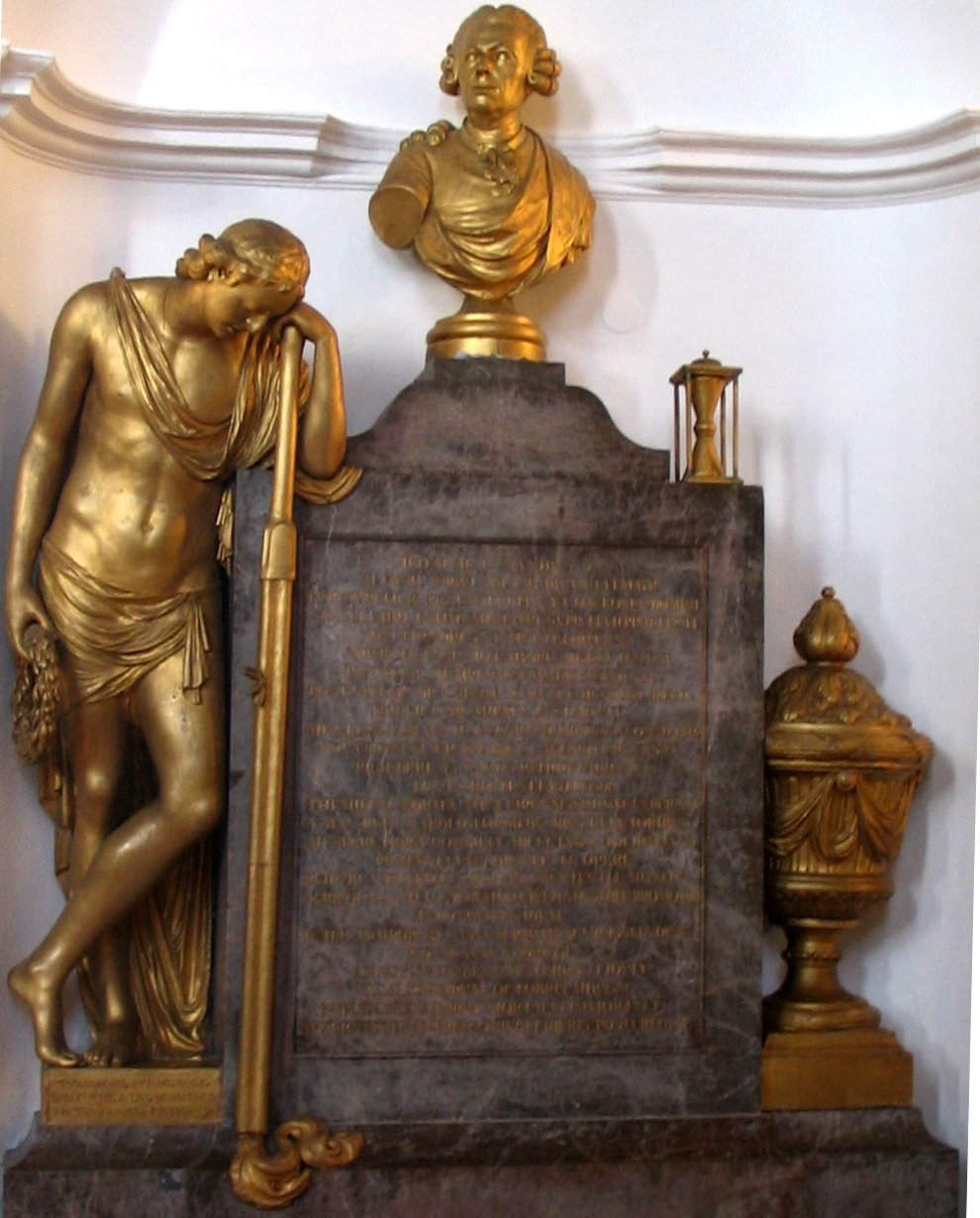
Надгробок Алоізія фон Крейтмайра доби класицизму з епітафією, 1794, Баварія
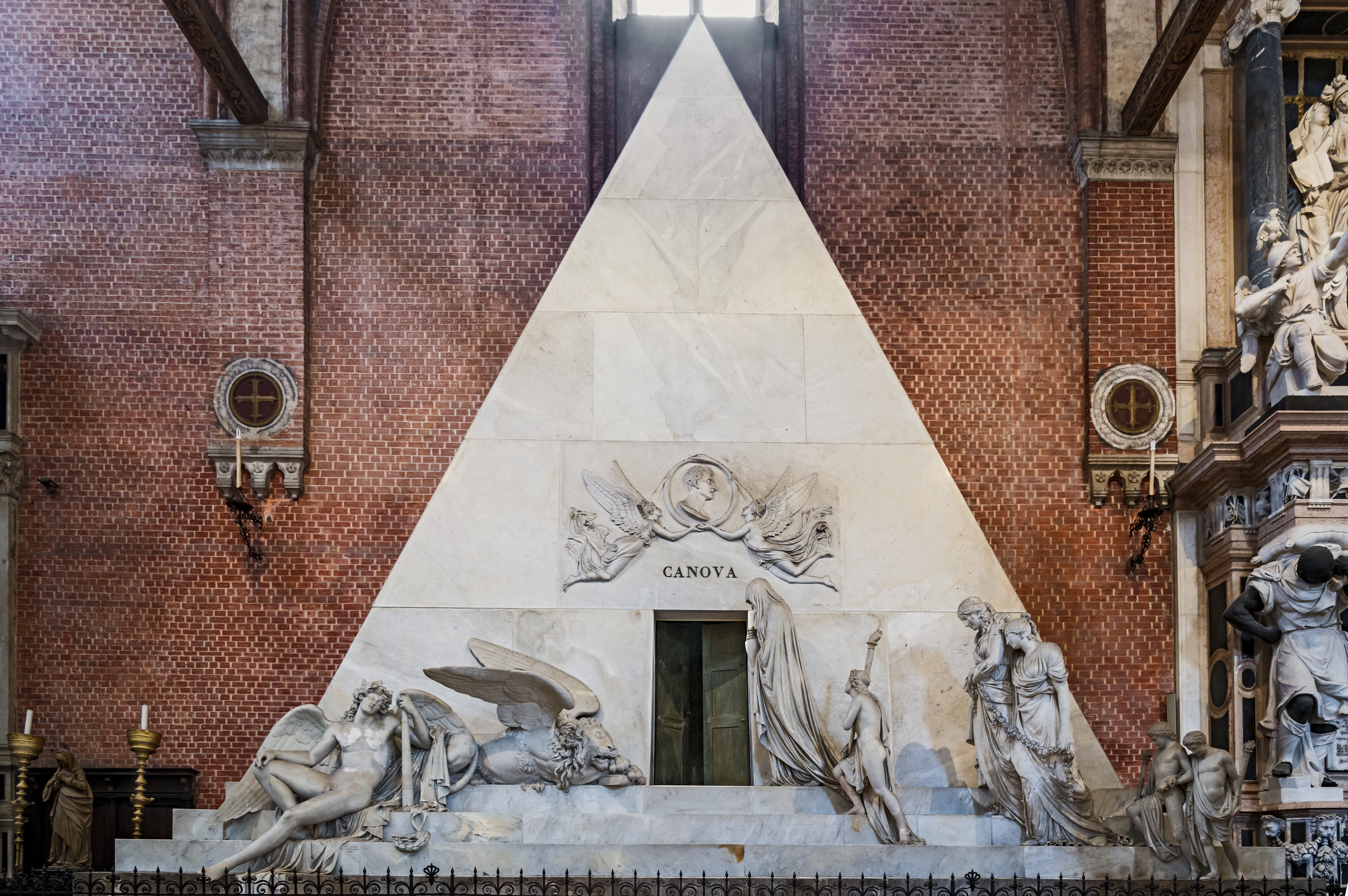
Мавзолей скульптора Антоніо Канови у соборі Санта-Марія Глоріоза деї Фрарі

## Ретроспективний, або ж «другий неокласицизм»

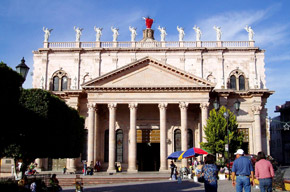
Церква Саградо Корасон, м. Гуанахуато. Мексика, неокласицизм.

Неокласичними іменують також низку художніх течій 2-ї половини XIX–XX ст., які зверталися до традицій античності, відродження та класицизму. У своїх творах їхні представники протиставляли суперечностям життя вічні «естетичні норми минулого». Це був так би мовити «другий неокласицизм»
В архітектурі ретроспективний неокласицизм виявився на початку. XX ст. як реакція проти декоративних надмірностей і конструктивних невизначеностей модерну (П. Андреєв, М. Верьовкін — в Україні, І. Жолтовський, І. Фомін — в Росії, О. Перре — у Франції, Ееро Саарінен — у США).
В образотворчому мистецтві ретроспективний неокласицизм поширювався як реакція на імпресіонізм і орієнтувався на античну архаїку, раннє Відродження та класицизм (скульптори П. Війтович, А Попель — в Україні, С. Меркулов — в Росії, живописці Ф. Годлер — у Швейцарії, М. Дені — у Франції, В. Сєров, К. Петров-Водкін — у Росії).
В музиці ретроспективний неокласицизм протиставляв романтизму, імпресіонізму й експресіонізму ясність конструкції і стриманість, урівноваженість музичної мови. Найповніше представлений у музичній культурі Франції у творчості представників французької шістки, в творчості І.Стравінського у його роботи у Франції, а також італійців І. Піццетті, А. Казеллі.
В літературі неокласичними також називають тенденції у поезії на межі XIX–XX століть, що брали за основу «класичну норму», яка передбачала досконалість форми і ясність поетичної мови, пошук шляхів до гармонії духу, зосередженість на вічних, непроминущих засадах буття, настанову на успадкування культурної та літературної традицій, орієнтацію на найкращі взірці мистецтва, створені у попередні епохи. Поети, що належали до цих літературних напрямків, широко використовували античні сюжети та образи.
Серед літераторів, у яких спостерігаються неокласичні тенденції — Т.С. Еліот, П. Валері, Р.М. Рільке, О. Мандельштам, а з українців — група неокласиків — Микола Зеров, Михайло Драй-Хмара, Павло Филипович, Юрій Клен (О. Бургардт), Максим Рильський, В. Домонтович (В. Петров), Михайло Могилянський, Андрій Ніковський, Борис Тен, Григорій Кочур.